# Drapeau de Flavióbriga
Le Drapeau de Flavióbriga (Bandera Flavióbriga en castillan) est une compétition d'aviron se déroulant chaque année, concrètement de traînières. Elle a lieu à Castro-Urdiales depuis 1999.

## Palmarès
| Édition | Année | Champion        | Second          | Troisième       |
| ------- | ----- | --------------- | --------------- | --------------- |
| I       | 1999  | Koxtape         | Donibaneko      | San Pedro       |
| II      | 2000  | Astillero       | Koxtape         | Castro-Urdiales |
| III     | 2001  | Koxtape         | Zumaia          | Urdaibai        |
| IV      | 2002  | Astillero       | Castro-Urdiales | Santurtzi       |
| V       | 2003  | Astillero       | Orio            | Pedreña         |
| VI      | 2004  | Urdaibai        | Astillero       | Cabo Cruz       |
| VII     | 2005  | Hondarribia     | Astillero       | Castro-Urdiales |
| VIII    | 2006  | Castro-Urdiales | Pedreña         | Orio            |
| IX      | 2007  | Urdaibai        | Pedreña         | Zumaia          |
| X       | 2008  | Urdaibai        | San Pedro       | Pedreña         |
| XI      | 2009  | Pedreña         | Kaiku           | Tirán           |
| XII     | 2010  | Castro-Urdiales | Urdaibai        | Orio            |

- La première édition s'est appelée Ie Bandera Flavióbriga-Caspan et était en hommage a Manu Ávila Villa.